# Restiobia ormeia
Restiobia ormeia är en insektsart som beskrevs av Davies 1988. Restiobia ormeia ingår i släktet Restiobia och familjen dvärgstritar. Inga underarter finns listade i Catalogue of Life.